# Ronde van Frankrijk 2021/Vijftiende etappe
De vijftiende etappe van de Ronde van Frankrijk 2021 werd verreden op 11 juli met start in Céret en finish in Andorra la Vella.

## Verloop
Bij het begin van de etappe sprong Thomas De Gendt als eerste weg uit het peloton. Aurélien Paret-Peintre, Steven Kruijswijk, Daniel Martin, Ruben Guerreiro, Dylan Teuns, Julien Bernard en Sergio Henao sloten zich bij hem aan. Achter hen vormde zich een tweede groep van ruim twintig renners die samen kwamen tot een kopgroep van 32 renners. De samenwerking in de kopgroep was niet goed, wat leidde tot een splitsing in de groep die echter geen stand hield.
Nadat Michael Woods, Wout Poels en Wout van Aert elkaar hadden bestreden om de bergpunten bovenaan de Montée de Mont-Louis, de eerste van drie beklimmingen van de eerste categorie, sloot De Gendt zich bij hen aan om een kopgroep te vormen die echter spoedig weer werd bijgehaald.
Tijdens de beklimming naar Port d'Envalira begon de kopgroep uit te dunnen. De voorsprong van de koplopers, die eerder meer dan tien minuten had bedragen, liep terug. Na diverse aanvallen reed uiteindelijk Nairo Quintana solo weg, en had op de top een halve minuut voorsprong op zijn eerste achtervolgers. In de afdaling werd hij weer bijgehaald en bleven er zeventien, later uiteindelijk twintig man over in de kopgroep.
Bij het begin van de laatste, steile klim naar Col de Beixalis ontsnapte Quintana opnieuw en achter hem viel de kopgroep uiteen. Alejandro Valverde bracht de eerste negen man bij Quintana terug. Sepp Kuss wist zich vervolgens los te maken van de groep met Valverde in tweede positie achter hem. In de favorietengroep leidden de INEOS-knechten van Richard Carapaz. Dit leidde tot een aanval van Carapaz, die alleen Tadej Pogačar en Jonas Vingegaard konden volgen, maar Rigoberto Urán, Enric Mas, Wilco Kelderman, Ben O'Connor en Aleksej Loetsenko kwamen snel terug. Pogačar, Vingegaard en Urán deden diverse tempoversnellingen, waardoor Loetsenko, Kelderman, O'Connor en Mas in problemen kwamen, maar niet definitief losten.
In de afdaling naar de finish wist Kuss Valverde voor te blijven. Wout van Aert, teruggevallen uit de kopgroep, maakte tempo voor de groep van favorieten in dienst van Vingegaard. Loetsenko verloor een halve minuut op de rest van deze groep.

## Uitslag
| Céret – Andorra la Vella (191,3 km) |                        |                        |          |
| Plaats                              | Naam                   | Ploeg                  | Tijd     |
| 1                                   | Sepp Kuss              | Team Jumbo-Visma       | 5u12'06" |
| 2                                   | Alejandro Valverde     | Movistar Team          | + 23"    |
| 3                                   | Wout Poels             | Bahrain-Victorious     | + 1'15"  |
| 4                                   | Jon Izagirre           | Astana-Premier Tech    | z.t.     |
| 5                                   | Ruben Guerreiro        | EF Education-Nippo     | z.t.     |
| 6                                   | Nairo Quintana         | Arkéa Samsic           | z.t.     |
| 7                                   | David Gaudu            | Groupama-FDJ           | z.t.     |
| 8                                   | Daniel Martin          | Israel Start-Up Nation | + 1'22"  |
| 9                                   | Franck Bonnamour       | B&B Hotels p/b KTM     | z.t.     |
| 10                                  | Aurélien Paret-Peintre | AG2R-Citroën           | z.t.     |
|                                     |                        |                        |          |
| 15                                  | Dylan Teuns            | Bahrain-Victorious     | + 4'11"  |

| Algemeen klassement |                   |                     |           |
| Plaats              | Naam              | Ploeg               | Tijd      |
| Gele trui           | Tadej Pogačar     | UAE Team Emirates   | 62u07'18" |
| 2                   | Rigoberto Urán    | EF Education-Nippo  | + 5'18"   |
| 3                   | Jonas Vingegaard  | Team Jumbo-Visma    | + 5'32"   |
| 4                   | Richard Carapaz   | INEOS Grenadiers    | + 5'33"   |
| 5                   | Ben O'Connor      | AG2R-Citroën        | + 5'58"   |
| 6                   | Wilco Kelderman   | BORA-hansgrohe      | + 6'16"   |
| 7                   | Aleksej Loetsenko | Astana-Premier Tech | + 7'01"   |
| 8                   | Enric Mas         | Movistar Team       | + 7'11"   |
| 9                   | Guillaume Martin  | Cofidis             | + 7'58"   |
| 10                  | Peio Bilbao       | Bahrain-Victorious  | + 10'59"  |
|                     |                   |                     |           |
| 16                  | Wout van Aert     | Team Jumbo-Visma    | + 31'43"  |

## Nevenklassementen
| Puntenklassement |                  |                       |        |
| Plaats           | Naam             | Ploeg                 | Punten |
| Groene trui      | Mark Cavendish   | Deceuninck–Quick-Step | 279    |
| 2                | Michael Matthews | Team BikeExchange     | 207    |
| 3                | Jasper Philipsen | Alpecin-Fenix         | 174    |

| Bergklassement |                |                        |        |
| Plaats         | Naam           | Ploeg                  | Punten |
| Bolletjestrui  | Wout Poels     | Bahrain-Victorious     | 74     |
| 2              | Michael Woods  | Israel Start-Up Nation | 66     |
| 3              | Nairo Quintana | Arkéa-Samsic           | 64     |

| Jongerenklassement |                        |                   |           |
| Plaats             | Naam                   | Ploeg             | Tijd      |
| Witte trui         | Tadej Pogačar          | UAE Team Emirates | 62u07'28" |
| 2                  | Jonas Vingegaard       | Team Jumbo-Visma  | + 5'32"   |
| 3                  | Aurélien Paret-Peintre | AG2R-Citroën      | + 21'15"  |

| Ploegenklassement |                    |            |
| Plaats            | Ploeg              | Tijd       |
|                   | Bahrain-Victorious | 171u22'59" |
| 2                 | EF Education-Nippo | + 11'37"   |
| 3                 | AG2R-Citroën       | + 26'21"   |
| 4                 | Team Jumbo-Visma   | + 32'02"   |
| 5                 | INEOS Grenadiers   | + 33'24"   |

## Opgaves
- Nacer Bouhanni (Arkéa Samsic): Opgave tijdens de etappe na een val in de dertiende etappe
- Edvald Boasson Hagen (Team TotalEnergies): Buiten tijd

1e etappe ·
2e etappe ·
3e etappe ·
4e etappe ·
5e etappe ·
6e etappe ·
7e etappe ·
8e etappe ·
9e etappe ·
10e etappe ·
11e etappe ·
12e etappe ·
13e etappe ·
14e etappe ·
15e etappe ·
16e etappe ·
17e etappe ·
18e etappe ·
19e etappe ·
20e etappe ·
21e etappe
Startlijst · Eindstanden · Afbeeldingen